# Nacionalismo europeu

A bandeira da União Europeia é um dos símbolos da Europa.

O nacionalismo europeu é o patriotismo da Europa. Tem relação com o pan-nacionalismo europeu. Não é um conceito muito bem definido. Alguns pensam que está relacionado com a União Europeia e as suas instituições, enquanto outros pensam que estaria relacionado com todo o continente europeu. Esta ideia teria como fim a criação dos Estados Unidos da Europa ou a total ampliação da União Europeia.